# Himerarctia viridisignata
Himerarctia viridisignata är en fjärilsart som beskrevs av Watson 1975. Himerarctia viridisignata ingår i släktet Himerarctia och familjen björnspinnare. Inga underarter finns listade i Catalogue of Life.